# Teresa en tres estaciones
Teresa en Tres Estaciones es una telenovela juvenil venezolana producida por Alter Producciones, Villa del Cine y TVes con financiamiento del Fondo de Responsabilidad Social de CONATEL y fue transmitida por la cadena estatal TVes.
Protagonizada por Belén Peláez, Alicia Hernández y Gabriela Hernández junto a un reparto coral.
La misma fue escrita por Julio César Mármol Jr., hijo del escritor venezolano Julio César Mármol, y es uno de los programas de Producción Nacional Independiente (PNI) que este canal incorporó a su parrilla de programación para el 2012.

## Sinopsis
La historia se basa en tres mujeres venezolanas de diferentes edades: María Teresa, de 48 años; Cruz Teresa, de 28 y Ana Teresa, de 18; cuyas vidas se verán marcadas a raíz de la creación del Sistema Ferroviario de Los Valles del Tuy, en el estado Miranda. Una historia de tipo dinámica, emotiva y esperanza

## Elenco
- Belén Peláez ... María Teresa Bautista
- Alicia Hernández ... Cruz Teresa Torrealba
- Gabriela Hernández ... Ana Teresa Landaeta
- Freddy Aquino ... Renny Colón
- Ernesto Campos ... Juan Carlos
- Daniel Rodríguez ... Arnulfo Molero
- Jonathan Pimentel ... Pedrito Torrealba
- Roberto Montemarani ... Don Francesco Bertolotto
- Everson Ruiz ... Juan Carlos
- Orlando Márquez ... José Rafael Valladares
- Samuel González ... Elvis Tortolero
- Leonides Urbina ... Abelardo
- Alberto Alifa ... Fonseca
- Rosario Prieto[4] ... Petra Bautista
- Catherine Tadger ... Leydis Angarita
- Maylin Peña ... Tatiana Medina
- Patricia Pacheco ... Emily Rodríguez
- Patricia Moreno ... Martina Escalona